# Geranoaetus melanoleucus
 L'aquila blu cilena, detta anche  aquila poiana pettonero (Geranoaetus melanoleucus Vieillot, 1819) è un uccello appartenente alla famiglia degli Accipitridi; la specie è endemica dell'America del Sud, dove vive in ambienti aperti. A volte la specie è stata inserita all'interno del genere Buteo.

## Descrizione
Geranoaetus melanoleucus è un uccello rapace diurno della lunghezza di 62–76 cm e con un'apertura alare di 149–200 cm. Il dimorfismo sessuale accentuato ha permesso di riscontrare una notevole differenza di peso tra i generi: misurazioni effettuate in Cile hanno stabilito un peso compreso tra i 1670 e i 2608 g per i maschi e tra i 2381 e i 3170 per le femmine. Analogamente, la lunghezza dell'ala è stata misurata tra i 455 e i 492 mm negli individui maschi e tra i 513 e i 565 mm in quelli femmina.

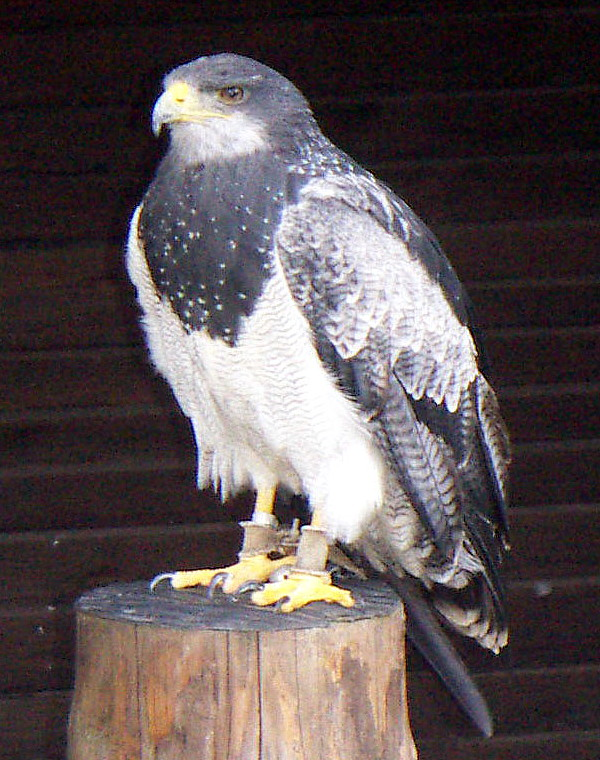
Maschio adulto di Geranoaetus melanoleucus in cattività.

L'aquila cilena è facilmente distinguibile per il suo aspetto possente. La coda, corta in comparazione con la lunghezza del corpo, è di colore nero, con le punte tendenti al bianco. La parte superiore è di colore nero o marrone opaco, mentre le penne coprenti sono grigio-cenere e nere; le penne remiganti sono invece più scure, e presentano strisce grigiastre. Il colore della gola, grigio, diventa nero sul petto, dove spesso sono presenti alcune macchie biancastre; l'addome e la parte inferiore del petto sono di colore bianco intenso. Gli occhi sono castani; sul becco nero è presente un ispessimento cartilagineo giallo. Le zampe sono gialle. Oltre che per le maggiori dimensioni la femmina si distingue per il colore rossiccio delle penne coprenti secondarie e sopracaudali e per una colorazione leggermente più scura.
Negli individui giovani il piumaggio ricorda quello di un'altra specie, la poiana nera maggiore (Buteogallus urubitinga). Le parti superiori del corpo sono di colore marrone scuro, a volte quasi nero, e non presentano macchie chiare sulle ali. La parte inferiore è bianca o giallo chiara, con evidenti striature scure sul petto e linee nerastre su ventre e cosce. Gli esemplari immaturi impiegano 4-5 anni ad assumere un completo piumaggio adulto.
Gli individui della specie sono uccelli piuttosto silenziosi, limitandosi ad emettere qualche verso in volo o nelle vicinanze del nido; i versi emessi in volo sono stati descritti come una serie di guaiti striduli del tipo “keh-keh-keh-keh-keh”.

## Biologia
L'aquila cilena vive in terreni montuosi o collinari con vegetazione rada, pascoli o, nella parte meridionale del suo areale, in foreste di Nothofagus; in questi ambienti trascorre gran parte del tempo planando sulle correnti ascensionali in cerca di prede. La sua natura richiede la presenza di vasti territori con un habitat adatto; a nord dell'areale, per esempio, la zona dei páramos offre in genere il secondo requisito ma non il primo, al punto che la specie è stata osservata solo nelle grandi macchie boscose di tali ambienti, come nel Páramo di Frontino. La specie è più comune a quote comprese tra i 1500 e i 4600 m s.l.m., e raramente si spinge a quote inferiori.
La sua attività è più accentuata tra metà mattina e pomeriggio, quando gli individui cercano luoghi che offrono le migliori condizioni di volo, soprattutto nelle zone a nord e ad ovest di pendii e creste. Apparentemente, l'interesse principale in questi frangenti consiste nel volo e nella ricognizione; l'aquila cilena sembra ignorare i luoghi dove il cibo è più abbondante o facilmente cacciabile per abbandonarsi, da sola o in coppia, allo sfruttamento delle correnti d'aria.

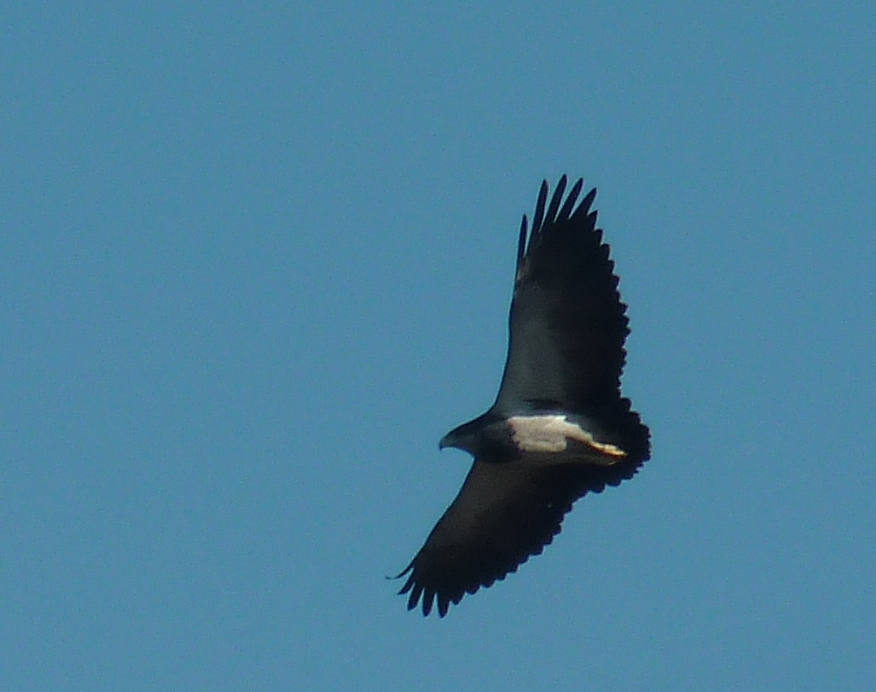
Esemplare adulto in volo

La dieta di questo carnivoro consiste principalmente in mammiferi; una specie introdotta, il coniglio europeo, sembra essere diventato la preda principale. In questo contesto la poiana-aquila pettonero si rivela utile agli agricoltori, contribuendo ad evitare l'espansione numerica di un animale capace di recare molti danni alle colture. Tra le specie native il degu e la moffetta dal naso di porco costituiscono prede importanti. La dieta è completata occasionalmente da alcuni uccelli, tra i quali figurano specie carnivore, come la civetta delle tane, e altre più grandi come il guan e il tinamo del Cile; il rapace si nutre anche di grandi squamati, e se necessario anche di artropodi e di carogne. Pur non aggressiva in circostanze normali, l'aquila cilena è capace di attaccare l'essere umano se considera in pericolo sé stessa o la sua prole. Può competere con il più grande condor delle Ande per la disputa delle carogne.
Il periodo riproduttivo si estende durante tutto l'anno in Ecuador, ma si riduce nelle altre zone dell'areale: in Cile le osservazioni riportano la sua durata da agosto a settembre, in Colombia da aprile a luglio, e in Perù i pulcini sono stati osservati a maggio. Il corteggiamento avviene attraverso lunghi voli, durante i quali il maschio si dispone parallelamente, e a volte vola al di sopra della femmina. La nidificazione avviene principalmente sui picchi rocciosi; qualora questi non fossero disponibili può avvenire anche su alberi alti o su cactus. Il nido è composto da steli secchi e privati di foglie di specie erbacee o arbustive; di norma la poiana-aquila pettonero non riutilizza il nido usato nella precedente stagione ma preferisce costruirne uno nuovo, anche a poca distanza da quello vecchio.
Le osservazioni contrastano riguardo al numero delle uova deposte e alla loro morfologia: per alcuni zoologi nel nido si possono trovare da 1 a 3 uova di colore bianco con macchie marrone chiaro, mentre altri hanno riscontrato nei nidi la presenza costante di 2 uova di colore bianco immacolato. La cova dura 30 giorni, al termine dei quali, in media, solo la metà arriva alla schiusa (il rapporto è di un pulcino per nido); i piccoli abbandonano il nido dopo 6 o 7 settimane, mentre la maturità sessuale arriva al terzo anno di vita.

## Distribuzione e habitat

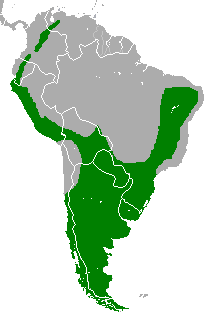
Areale di Geranoaetus melanoleucus

L'aquila cilena è endemica dell'America del Sud. Una delle due sottospecie individuate, G.m.australis, è diffusa sulle Ande, dal Venezuela meridionale alla Terra del Fuoco, passando per la Colombia centro-orientale, l'Ecuador, il Perù, la Bolivia orientale, l'Argentina e il Cile. Al di fuori della zona andina l'areale della seconda sottospecie, G.m.melanoleucus, si estende nell'Argentina orientale, in Uruguay, in Paraguay e nel Brasile meridionale.
Il suo habitat naturale è costituito dai grandi terreni aperti, preferibilmente con rilievi rocciosi montani o collinari; raramente la specie è stata avvistata in territori pianeggianti. Non ama le zone umide e ricche di vegetazione, come le pendici orientali boscose delle Ande, nelle quali è praticamente assente; ama al contrario le zone con bassa vegetazione, dove è in grado di cacciare le sue prede con maggiore facilità. Alcuni autori hanno riferito la tendenza a nidificare in luoghi vicini a corsi o specchi d'acqua; l'osservazione non è però stata confermata dalla maggioranza degli studiosi che si sono occupati della specie.

## Tassonomia
Il nome scientifico deriva per la prima parte dai termini greci γέρανoς (géranos = gru) e ἆετός (aetós = aquila); il nome del genere ha quindi il significato di “aquila-gru”, probabilmente a causa della colorazione grigia delle ali e del verso stridulo della specie prima classificata in esso, G. melanoleucus. La seconda parte del binomio scientifico è una composizione dei termini μέλαν (mélan = nero) e λευκός (leukós = bianco), ed è con ogni probabilità riferita al contrasto di colori del corpo visibile dal basso.
Sono state identificate due sottospecie:
- Geranoaetus melanoleucus melanoleucos (Vieillot, 1819)
- Geranoaetus melanoleucus australis (Swann, 1922)